# Sowisz
1. WEITERLEITUNG Piotr Sowisz